# Орбитальный двигатель
Орбитальный двигатель Сарича — это тип двигателя внутреннего сгорания, использующий ротор вместо движущихся возвратно-поступательно внутренних частей. Он отличается от двигателя Ванкеля тем, что использует такую форму ротора, которая катится вокруг внутренней части двигателя, в то время как двигатель Ванкеля использует вращающийся «на месте» трёхгранный ротор.
Теоретическим преимуществом орбитального двигателя является то, что в нём нет контактной зоны с высокими скоростями контактирующих поверхностей, в то время как в двигателе Ванкеля одной из проблем является быстрый износ внутренней поверхности корпуса и краёв ротора из-за наличия такой зоны. Однако камеры сгорания разделены пластинами, имеющими контакт как со стенками, так и с ротором, и считается, что его трудно изолировать из-за перпендикулярного пересечения с движущимся лопастным колесом (крыльчаткой).
Орбитальный двигатель был изобретён в 1972 году Ральфом Саричем (англ. Ralph Sarich), инженером из города Перт в Австралии, работавшим над идеей долгое время, даже не имея работавшего образца. Прототип двигателя был продемонстрирован на стенде, при демонстрации работал без нагрузки.

## Технические проблемы
Орбитальный двигатель Сарича имеет несколько нерешённых фундаментальных проблем, сдерживающих его внедрение в практику. Некоторые ключевые компоненты не удаётся охлаждать, в то время как другие не могут быть быстро смазаны. Двигатель очень чувствителен к перегреву.